# Prairie County (Arkansas)
Das Prairie County ist ein County im US-Bundesstaat Arkansas. Verwaltungssitze (County Seats) sind Des Arc und De Valls Bluff.

## Geographie
Das County liegt im mittleren Osten von Arkansas und hat eine Fläche von 1750 Quadratkilometern, wovon 77 Quadratkilometer Wasserfläche sind. Es grenzt an folgende Countys:
|               | White County    | Woodruff County |
| Lonoke County |                 | Monroe County   |
|               | Arkansas County |                 |

## Geschichte
Das Prairie County wurde am 25. November 1846 aus Teilen des Monroe County und des Pulaski County gebildet. Benannt wurde es nach dem charakteristischen Prärie-Land überall im County.

## Demografische Daten

Alterspyramide des Prairie Countys (Stand: 2000)

Nach der Volkszählung im Jahr 2000 lebten im Prairie County 9539 Menschen in 3894 Haushalten und 2.795 Familien. Die Bevölkerungsdichte betrug 6 Einwohner pro Quadratkilometer. Ethnisch betrachtet setzte sich die Bevölkerung zusammen aus 84,83 Prozent Weißen, 13,71 Prozent Afroamerikanern, 0,36 Prozent amerikanischen Ureinwohnern, 0,18 Prozent Asiaten und 0,28 Prozent aus anderen ethnischen Gruppen; 0,64 Prozent stammten von zwei oder mehr Ethnien ab. Unabhängig von der ethnischen Zugehörigkeit waren 0,81 Prozent der Bevölkerung spanischer oder lateinamerikanischer Abstammung.
Von den 3894 Haushalten hatten 30,6 Prozent Kinder oder Jugendliche im Alter unter 18 Jahre, die mit ihnen zusammen lebten. 56,6 Prozent waren verheiratete, zusammenlebende Paare, 11,1 Prozent waren allein erziehende Mütter, 28,2 Prozent waren keine Familien. 25,6 Prozent aller Haushalte waren Singlehaushalte und in 13,2 Prozent lebten Menschen im Alter von 65 Jahren oder darüber. Die Durchschnittshaushaltsgröße lag bei 2,41 und die durchschnittliche Familiengröße bei 2,88 Personen.
23,9 Prozent der Bevölkerung waren unter 18 Jahre alt, 7,5 Prozent zwischen 18 und 24, 26,1 Prozent zwischen 25 und 44, 25,1 Prozent zwischen 45 und 64 und 17,3 Prozent waren 65 Jahre oder älter. Das Durchschnittsalter betrug 40 Jahre. Auf 100 weibliche kamen statistisch 97,0 männliche Personen und auf 100 Frauen im Alter von 18 Jahren und darüber kamen durchschnittlich 93,4 Männer.
Das jährliche Durchschnittseinkommen eines Haushalts betrug 29.990 USD, das Durchschnittseinkommen der Familien 36.131 USD. Männer hatten ein Durchschnittseinkommen von 28.413 USD, Frauen 18.808 USD. Das Prokopfeinkommen betrug 15.907 USD. 12,2 Prozent der Familien und 15,5 Prozent der Einwohner lebten unterhalb der Armutsgrenze.

## Kultur und Sehenswürdigkeiten

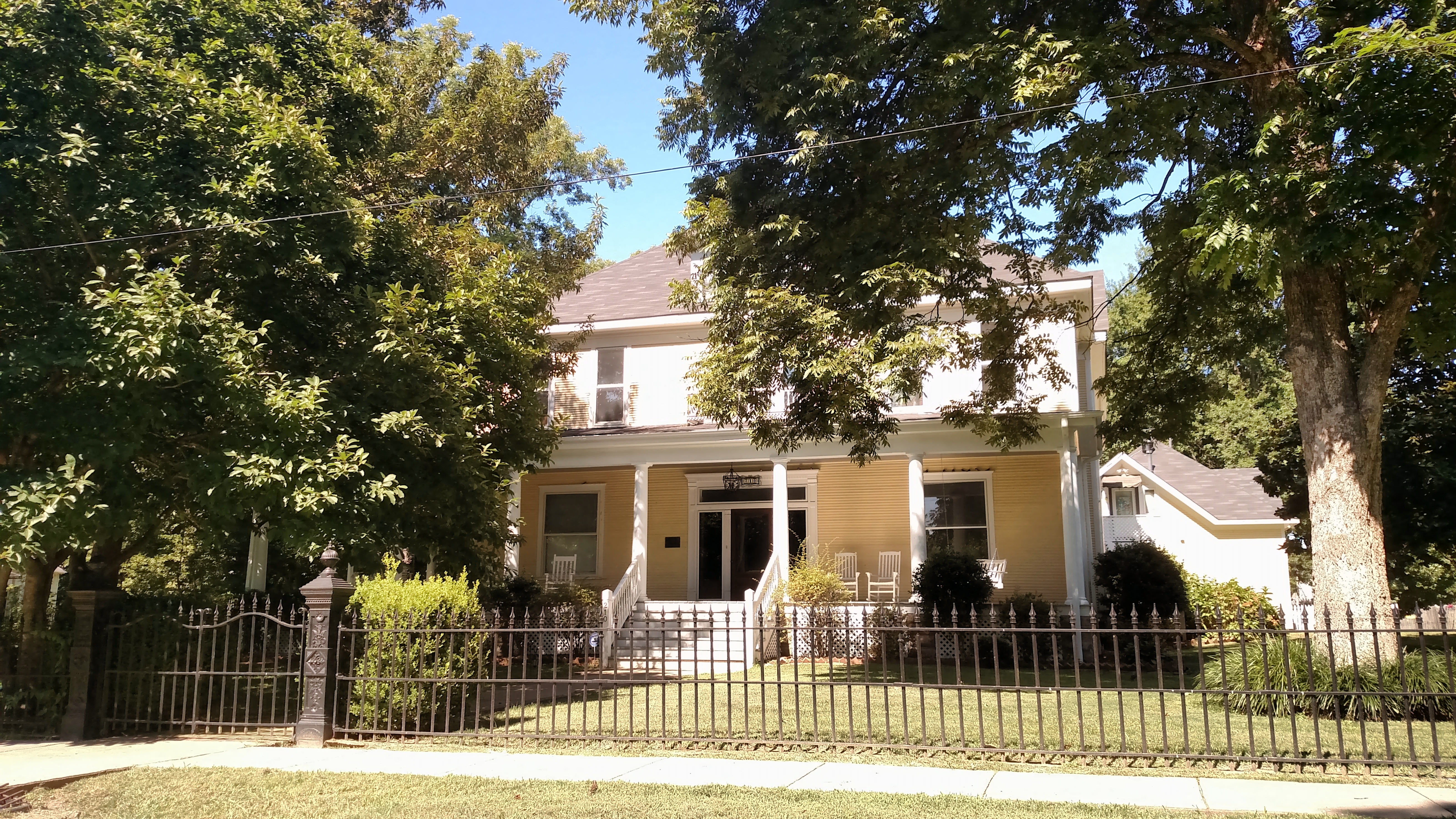
Bedford Brown Bethell House (2015). Dieses 1912/13 im Stile der Colonial-Revival-Architektur errichtete Wohnhaus wurde im Dezember 1978 als zweites Objekt des County in das NRHP aufgenommen.

15 Bauwerke, Stätten und historische Bezirke (Historic Districts) des Countys sind im National Register of Historic Places („Nationales Verzeichnis historischer Orte“; NRHP) eingetragen (Stand 8. Juli 2022), darunter die Gerichts- und Verwaltungsgebäude für den nördlichen und südlichen County-Bezirk, zwei Kirchen und ein Friedhof.

## Orte im Prairie County
| Citys - Des Arc - De Valls Bluff - Hazen | Towns - Fredonia (Biscoe) - Ulm | Unincorporate Communitys - Hickory Plains - Tollville - Little Dixie |

weitere Orte
- Beulah
- Brasfield
- Bucks Landing
- Childers
- Crossroad
- Edwards
- Erwin
- Fairmount
- Gospoda
- Hallsville
- Hayley
- Jasmine
- Kay
- Letchworth
- Mesa
- Plunketts
- Sand Hill
- Screeton
- Siedenstricker
- Slovak

Townships
- Belcher Township
- Bullard Township
- Calhoun Township
- Center Township
- Des Arc Township
- Hazen Township
- Hickory Plain Township
- Lower Surrounded Hill Township
- Roc Roe Township
- Tyler Township
- Union Township
- Upper Surrounded Hill Township
- Watensaw Township
- White River Township